# Roup dětský
Roup dětský (Enterobius vermicularis) je parazitická hlístice z řádu Oxyurida. Roup dětský parazituje pouze u člověka, a to v tlustém střevě. Samičky během spánku hostitele vylézají z konečníku a kladou vajíčka v jeho okolí. Onemocnění vyvolané tímto střevním parazitem se odborně nazývá enterobióza.

## Popis

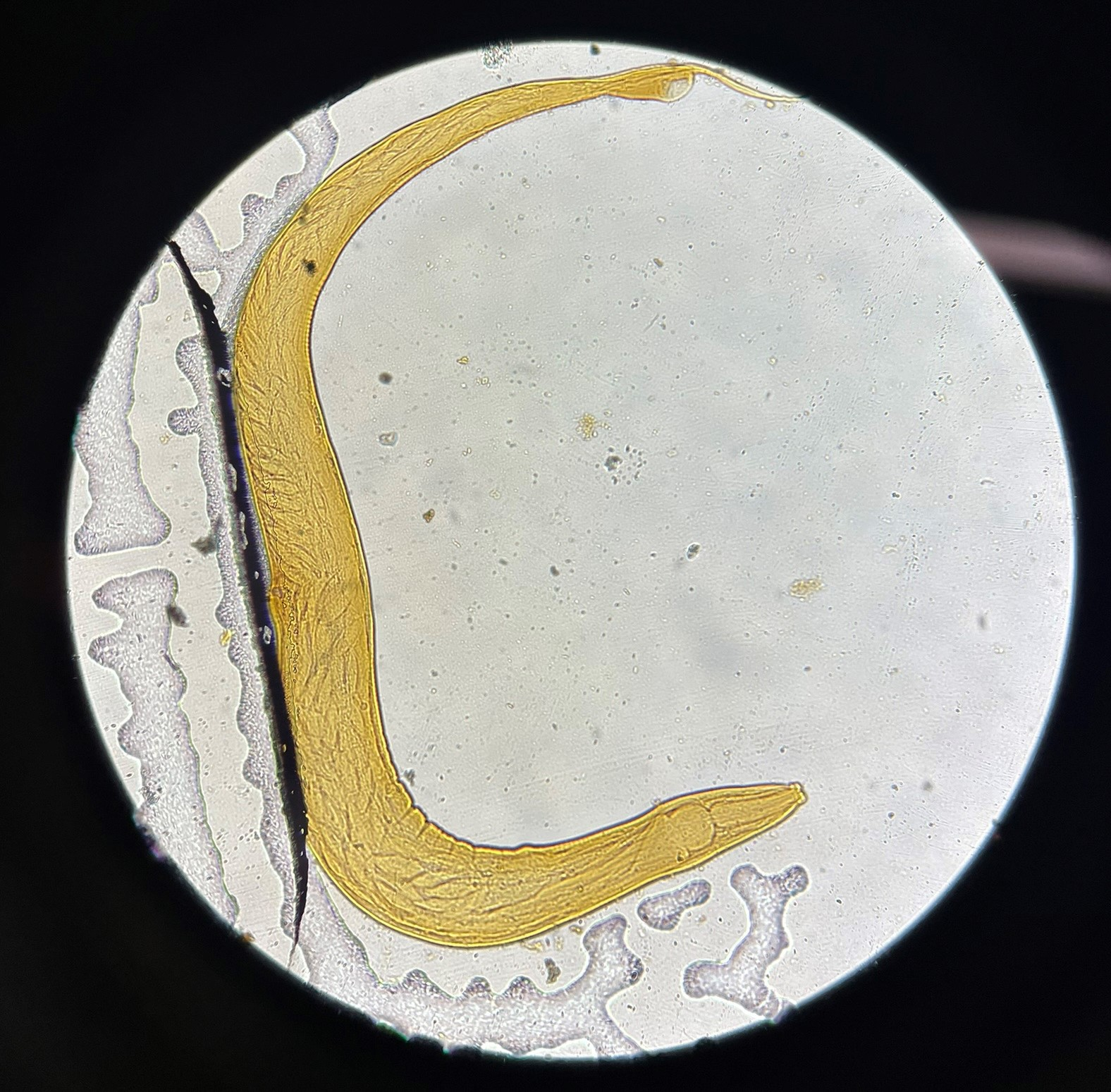
Samička s vajíčky pod mikroskopem

Roup dětský je červ bělavé, bílé barvy, žije v tenkém a tlustém střevě. Samice je větší než sameček, zatímco samec dosahuje délky 6 mm, samice až 13 mm. Samice klade až 12 000 oplozených vajíček kolem řitního otvoru člověka.

## Nákaza a příznaky onemocnění
Člověk se nakazí ústy pozřením vajíček. Nejčastěji se vyskytuje u dětí, které se snadno nakazí ve školkách a školách, kde si mnohdy zapomenou umýt ruce a přenášení vajíček má tak volnou cestu. Nakazit se mohou ale i dospělí. Oplozená vajíčka způsobují nepříjemný pocit svědění, pálení uvnitř a kolem konečníku. Dítě se škrábe a na konečcích prstů mohou ulpět oplozená vajíčka. Neumyté ruce mohou být zdrojem opětné nákazy – autoinfekce. Vajíčka jsou velmi lehká a mohou být roznášena dokonce prouděním vzduchu a mouchami. Mezi typické příznaky nákazy roupy patří svědění v oblasti konečníku, častá potřeba na stolici, řidčeji bolesti břicha, průjem. Škrábání v důsledku svědění v oblasti konečníku může někdy vést k zánětům a vyrážkám kolem análního otvoru. U dětí se může nákaza projevit i nespavostí. Častým projevem je rovněž nález bělavých nitkovitých pohybujících se červů ve stolici. Zcela výjimečně mohou roupi způsobit další komplikace. Byla popsána souvislost mezi zánětem slepého střeva a roupy. Některé studie popsaly raritní výskyt roupů v ledvinách. U žen se mohou velmi ojediněle nacházet i v pohlavních a močových cestách.

## Diagnostika

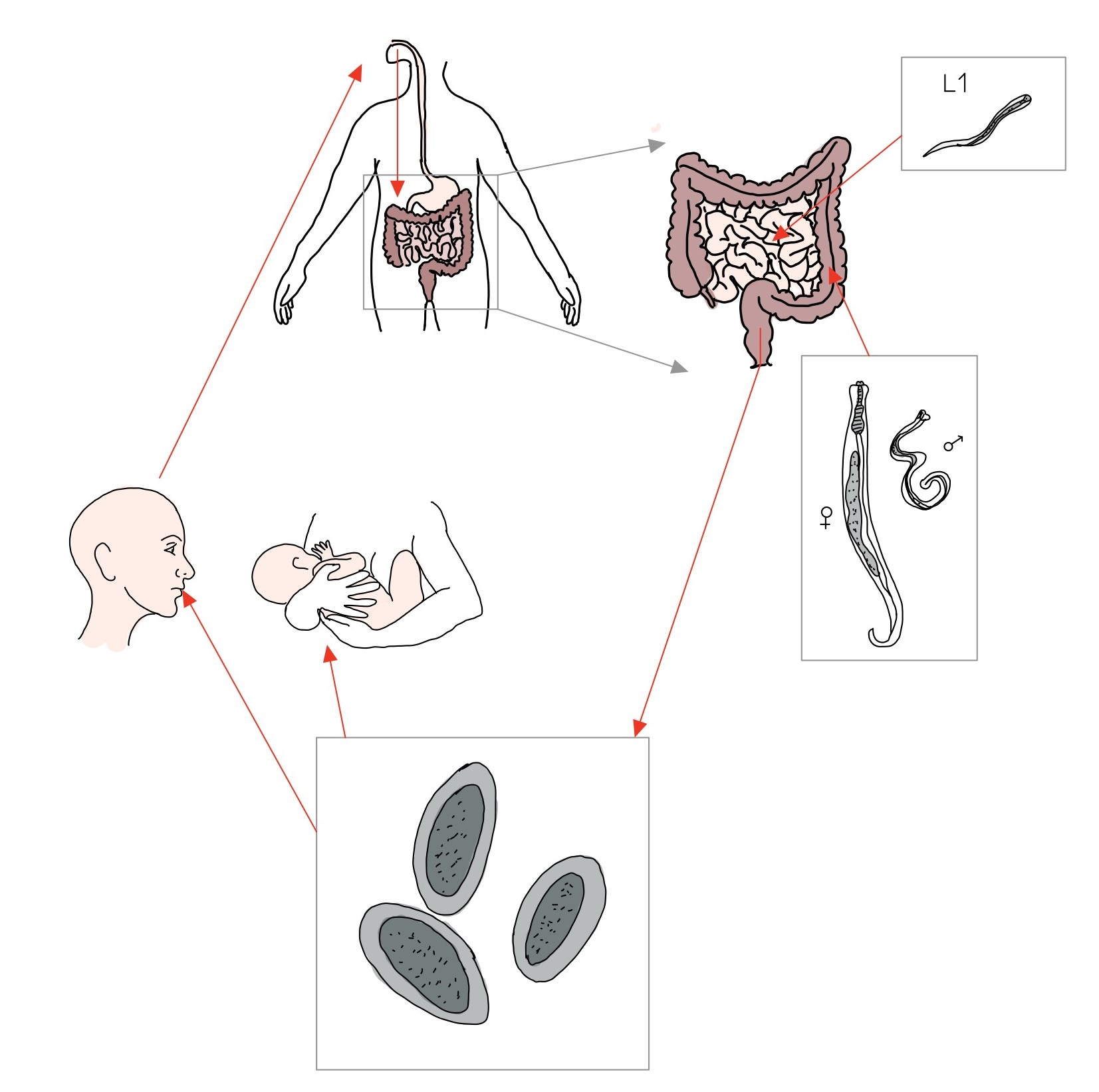
Životní cyklus roupa dětského

Jednou z nejčastějších a nejefektivnějších metod diagnostiky nákazy roupy je mikroskopické vyšetření otisku kůže konečníku s nálezem typických vajíček roupa. Odběr vzorku na vyšetření může provést praktický lékař nebo i poučený laik. Provádí se nalepením kousku průhledné pásky na konečník, ideálně v ranních hodinách po probuzení bez mytí konečníku a ještě před ranní stolicí. Páska se lepivou stranou lehce přitlačí tak, aby se překonal odpor svěrače a došlo ke kontaktu s anální řasou. Poté se páska nalepí na podložní mikroskopické sklíčko, jež se prohlíží pod mikroskopem. Při zvětšení 40–100× lze v případě infekce pozorovat typická tenkostěnná vajíčka roupa dětského. Vajíčka jsou nepravidelně vejčitého tvaru, z jedné strany více zploštěla, o délce 40–60 μm a šířce 20–30 μm, uvnitř obsahují zárodek larvy.
Roupa dětského lze diagnostikovat i na základě nálezu dospělých červů ve stolici pacienta a jejich morfologického určení. 

## Léčba
Léčba se provádí perorálním podáním antihelmintik jako jsou albendazol, mebendazol či pyrvinium. Na českém trhu je v současné době (2020) dostupný pouze lék Vermox s účinnou látkou mebendazol, která je účinná i proti jiným střevním parazitům, např. tasemnice a hlístice. Vermox je na lékařský předpis. Obvykle se podává 1 až 2 100 mg tablety Vermoxu na osobu, přičemž se doporučuje stejnou dávku po 2 a 4 týdnech zopakovat z důvodu postupného dorůstání nových roupů ve střevě či možné reinfekce.
Kromě zmíněného léčiva Vermoxu vázaného na lékařský předpis, jehož působení je založeno na chemické bázi, jsou na trhu volně dostupné doplňky stravy s obsahem aktivní látky čistě rostlinného původu. Na základě provedené studie byla prokázána jejich poměrně vysoká účinnost pohybující se okolo 75 %.
Ať už se jedná o chemické či přírodní preparáty, v obou případech je princip léčby založen na znemožnění pohybu parazita a jeho udržení se na sliznici, čímž dojde k zamezení příjmu potravy a následnému uhynutí.
Současně je důležité s léčbou dodržovat určité hygienické návyky, jako mytí rukou po toaletě, stříhání a čištění nehtů, pravidelné střídání spodního prádla a pravidelné sprchování, zejména pak mytí análního otvoru po spánku. Vajíčka jsou citlivá na zvýšení teploty, proto je praní ložního a spodního prádla na vyšší teplotu (60 °C) jejich účinným zabijákem. Onemocnění roupy je nepříjemné, ale v naprosté většině případů není nebezpečné.